# أوتو كروجر
أوتو كروجر (بالإنجليزية: Otto Krueger)‏ هو لاعب كرة قاعدة أمريكي، ولد في 17 سبتمبر 1876 في شيكاغو في الولايات المتحدة، وتوفي في 20 فبراير 1961 في سانت لويس في الولايات المتحدة.

## وصلات خارجية
- أوتو كروجر على موقعبيزبول رفرنس.كوم (الدوري الرئيسي) (الإنجليزية)
- أوتو كروجر على موقعبيزبول رفرنس.كوم (الدوري الثانوي) (الإنجليزية)